# Cherakovo
Cherakovo (bulgariska: Хераково) är ett distrikt i Bulgarien.   Det ligger i kommunen Obsjtina Bozjurisjte och regionen Sofijska oblast, i den västra delen av landet, 19 km nordväst om huvudstaden Sofia.
Trakten runt Cherakovo består till största delen av jordbruksmark. Runt Cherakovo är det tätbefolkat, med 550 invånare per kvadratkilometer.